# Orden vom jugoslawischen Stern

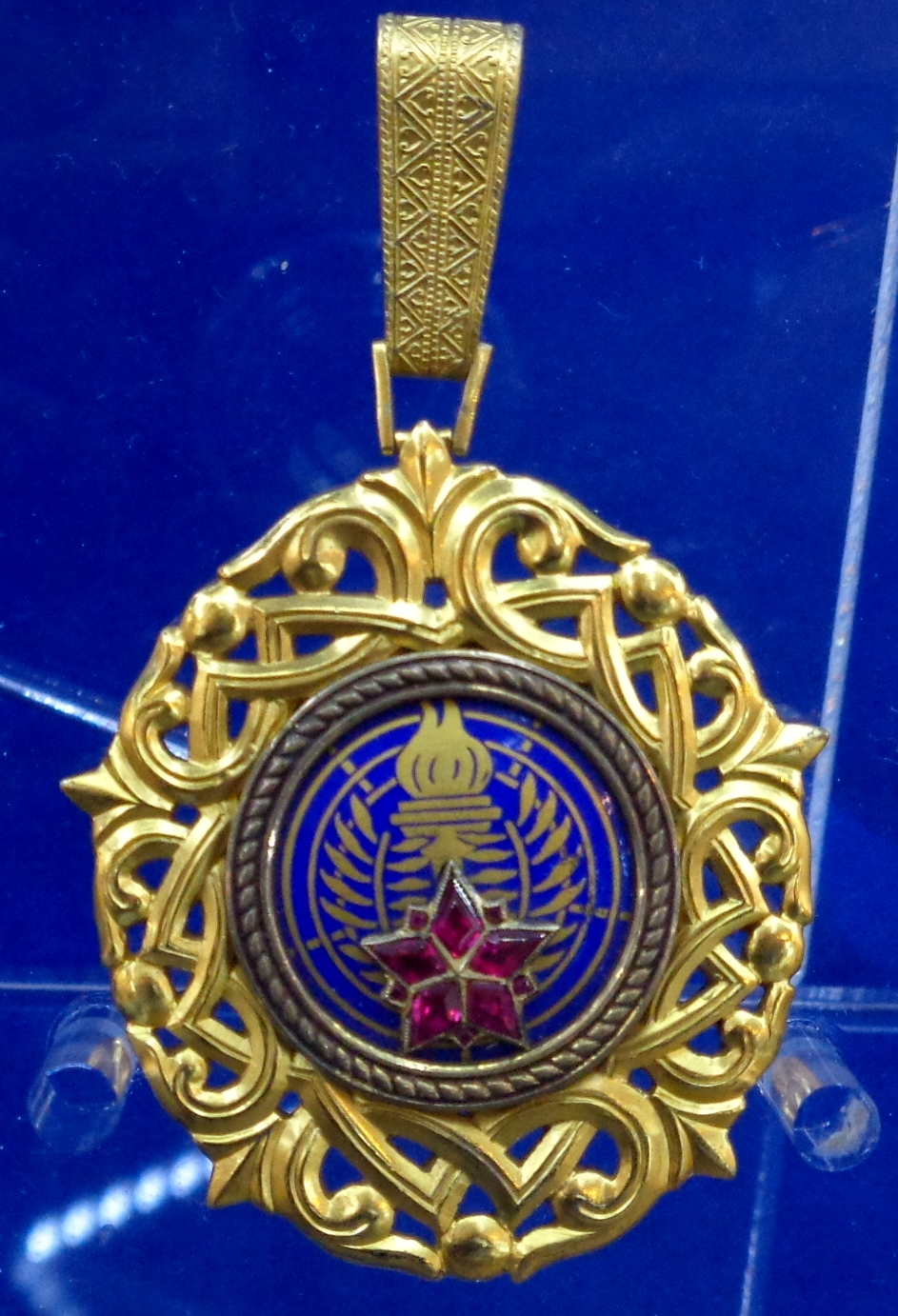
II. Klasse

Der Orden vom jugoslawischen Stern (serbokroatisch Орден југословенске звезде Orden jugoslavenske zvijezde), auch Stern von Jugoslawien genannt, war der höchste Verdienstorden des sozialistischen Jugoslawiens. Er wurde am 1. Februar 1954 durch Marschall Josip Broz Tito gestiftet und auch von der Bundesrepublik Jugoslawien weiterverliehen.

## Klassen
Der Orden war in vier Klassen eingeteilt:
- Orden vom jugoslawischen Groß-Stern
- Orden vom jugoslawischen Stern mit Schulterband (bis 1961 I. Klasse)
- Orden vom jugoslawischen Stern mit goldenem Kranz (bis 1961 II. Klasse)
- Orden vom jugoslawischen Stern am Halsband (bis 1961 III. Klasse)

Die Sonderstufe Orden vom jugoslawischen Groß-Stern wurde an fremde Staatsoberhäupter „zur Belohnung und Stärkung der friedlichen Zusammenarbeit und der freundschaftlichen Verbindung“ zwischen Jugoslawien und anderen Ländern verliehen.

## Ordensdekoration

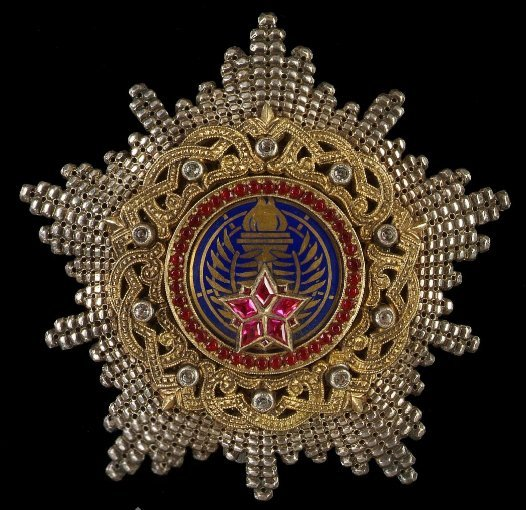
Bruststern zum Groß-Stern

Das Ordenszeichen ist ein Medaillon aus Gold, das in der Mitte das jugoslawische Staatswappen in stilisierter Form auf blauem Grund mit einem fünfstrahligen Stern zeigt. Dieser Stern ist aus Rubinen gebildet. Um das Medaillon verläuft eine ornamentierte Borte mit abwechselnd je fünf kleinen Lilien und Kügelchen. Das Medaillon der III. Klasse ist aus Silber. Getragen wurden der Groß-Stern und die I. Klasse am Schulterband von der rechten Schulter zur linken Hüfte. Die II. und die III. Klasse wurden am Hals getragen.
Dazu wurde ein fünfstrahliger Bruststern mit kleineren Strahlenspitzen zwischen den Hauptstrahlen.getragen. Dieser war für den Groß-Stern aus Gold, für die I. und II. Klasse aus Silber.